# Liste des conseillers régionaux de la Vendée
Depuis 2015, la délégation vendéenne au conseil régional des Pays-de-la-Loire se compose de 19 membres élus dans la section départementale de la Vendée. Ils siègent à l’assemblée régionale pour un mandat de six ans renouvelable.

## Historique
Conformément à la loi no 82-213 du 2 mars 1982 relative aux droits et libertés des communes, des départements et des régions, la région Pays-de-la-Loire est instituée en tant que collectivité territoriale décentralisée. Le nombre de conseillers régionaux devant être élu dans la Vendée est par ailleurs précisé dans la loi no 85-692 du 10 juillet 1985 modifiant le Code électoral et relative à l’élection des conseillers régionaux ; elle précise qu’ils seront 16 dans un conseil régional qui en comptera 93 (soit 17,20 % des sièges) après les premières élections régionales, le 16 mars 1986.
Conformément à l’article 5 de la loi no 2003-327, qui modifie le Code électoral, il n’existe plus de distribution des sièges par section départementale, mais il est attribué un nombre de candidats pour chacune des circonscriptions électorales ; pour la section départementale de la Vendée, le nombre de candidats s’élève à 17. La loi entre en vigueur à l’occasion du renouvellement des conseils régionaux, les 21 et 28 mars 2004, et 17 conseillers régionaux de la section départementale siègent à l’assemblée régionale à partir du 2 avril 2004. Aussi, la loi no 2015-29 du 16 janvier 2015 relative à la délimitation des régions, aux élections régionales et départementales et modifiant le calendrier électoral augmente le nombre de candidats à partir du scrutin des 6 et 13 décembre 2015 (19).

## Mandature actuelle
La VIe mandature siège à partir du 2 juillet 2021.
| Groupe politique régional | Groupe politique régional               | Conseiller régional   | Étiquette politique    | Étiquette politique                 | Étiquette politique                  | Étiquette politique                     | Mandat | Qualité | Fonction au conseil |
| Position                  | Intitulé                                | Conseiller régional   | Nuance                 | Nuance                              | Parti                                | Parti                                   | Mandat | Qualité | Fonction au conseil |
| ------------------------- | --------------------------------------- | --------------------- | ---------------------- | ----------------------------------- | ------------------------------------ | --------------------------------------- | --- | --- | ------------------- |
| Majorité                  | Aimer et agir pour les Pays-de-la-Loire | François Blanchet     |                        | Union au centre et à droite         |                                      | Les Républicains (jusqu’en 2022 [ a ] ) | Depuis 2021 | Journaliste Maire de Saint-Gilles-Croix-de-Vie (depuis 2014)                                                     |                     |
| Majorité                  | Aimer et agir pour les Pays-de-la-Loire | François Blanchet     | Sans (2022-2024)       | Union au centre et à droite         |                                      |                                         | Depuis 2021 | Journaliste Maire de Saint-Gilles-Croix-de-Vie (depuis 2014)                                                     |                     |
| Majorité                  | Aimer et agir pour les Pays-de-la-Loire | François Blanchet     | Horizons (depuis 2024) | Union au centre et à droite         |                                      |                                         | Depuis 2021 | Journaliste Maire de Saint-Gilles-Croix-de-Vie (depuis 2014)                                                     |                     |
| Majorité                  | Aimer et agir pour les Pays-de-la-Loire | Michelle Brunet       |                        | Union au centre et à droite         | Sans                                 | Depuis 2021                             | Secrétaire comptable | |                     |
| Majorité                  | Aimer et agir pour les Pays-de-la-Loire | Antoine Chéreau       |                        | Union au centre et à droite         | Sans                                 | Depuis 2021                             | Conseiller municipal de Montaigu-Vendée (depuis 2019), troisième adjoint Président de Terres-de-Montaigu (depuis 2017)                                  | Premier vice-président                                                                                           |                     |
| Majorité                  | Aimer et agir pour les Pays-de-la-Loire | Anne-Sophie Fagot     |                        | Union au centre et à droite         | Sans                                 | Depuis 2021                             | Avocate | |                     |
| Majorité                  | Aimer et agir pour les Pays-de-la-Loire | Nathalie Gosselin     |                        | Union au centre et à droite         | Les Républicains                     | Depuis 2021                             | Directrice commerciale Conseillère municipale de La Roche-sur-Yon, adjointe                                                                             | |                     |
| Majorité                  | Aimer et agir pour les Pays-de-la-Loire | Ludovic Hocbon        |                        | Union au centre et à droite         | Les Républicains (jusqu’en 2022)     | Depuis 2021                             | Horticulteur Maire de Fontenay-le-Comte (depuis 2020)                                                                                                   | |                     |
| Majorité                  | Aimer et agir pour les Pays-de-la-Loire | Ludovic Hocbon        | Sans (2022-2024)       | Union au centre et à droite         |                                      | Depuis 2021                             | Horticulteur Maire de Fontenay-le-Comte (depuis 2020)                                                                                                   | |                     |
| Majorité                  | Aimer et agir pour les Pays-de-la-Loire | Ludovic Hocbon        | Horizons (depuis 2024) | Union au centre et à droite         |                                      | Depuis 2021                             | Horticulteur Maire de Fontenay-le-Comte (depuis 2020)                                                                                                   | |                     |
| Majorité                  | Aimer et agir pour les Pays-de-la-Loire | Évelyne Menettrier    |                        | Union au centre et à droite         | Les Républicains (jusqu’en 2022)     | Depuis 2021                             | Agent général d’assurance | |                     |
| Majorité                  | Aimer et agir pour les Pays-de-la-Loire | Évelyne Menettrier    | Sans (2022-2024)       | Union au centre et à droite         |                                      | Depuis 2021                             | Agent général d’assurance | |                     |
| Majorité                  | Aimer et agir pour les Pays-de-la-Loire | Évelyne Menettrier    | Horizons (depuis 2024) | Union au centre et à droite         |                                      | Depuis 2021                             | Agent général d’assurance | |                     |
| Majorité                  | Aimer et agir pour les Pays-de-la-Loire | Armel Pecheul         |                        | Union au centre et à droite         | Sans                                 | 2021-2025                               | Avocat Conseiller municipal des Sables-d’Olonne (2019-2025, commune nouvelle), adjoint                                                                  | |                     |
| Majorité                  | Aimer et agir pour les Pays-de-la-Loire | Bruno Retailleau      |                        | Union au centre et à droite         | Les Républicains                     | Depuis 2021                             | Sénateur de la Vendée (depuis 2004) | |                     |
| Majorité                  | Aimer et agir pour les Pays-de-la-Loire | Yveline Thibaud       |                        | Union au centre et à droite         | Les Républicains                     | Depuis 2021                             | Infirmière Conseillère municipale de Luçon, adjointe | |                     |
| Majorité                  | Aimer et agir pour les Pays-de-la-Loire | Laurent Caillaud      |                        | Union au centre et à droite         | Les Centristes                       | Depuis 2025                             | Chef d’entreprise | |                     |
| Majorité                  | Union centriste                         | Philippe Barré        |                        | Union au centre et à droite         | Mouvement démocrate (jusqu’en 2021)  | Depuis 2021                             | Professeur d’histoire-géographie Maire de Sainte-Hermine (2020-2024) Maire de Saint-Jean-d’Hermine (depuis 2025)                                        | Secrétaire |                     |
| Majorité                  | Union centriste                         | Philippe Barré        | Sans (depuis 2021)     | Union au centre et à droite         |                                      | Depuis 2021                             | Professeur d’histoire-géographie Maire de Sainte-Hermine (2020-2024) Maire de Saint-Jean-d’Hermine (depuis 2025)                                        | Secrétaire |                     |
| Majorité                  | Union centriste                         | Lydie Bernard         |                        | Union au centre et à droite         | Union des démocrates et indépendants | Depuis 2021                             | Agricultrice | Troisième vice-présidente                                                                                        |                     |
| Opposition                | Printemps des Pays-de-la-Loire          | Cécile Dreure         |                        | Union à gauche avec des écologistes |                                      | Parti socialiste                        | Depuis 2021 | Cadre au ministère de la Transition écologique Conseillère municipale de Dompierre-sur-Yon, première adjointe    |                     |
| Opposition                | Printemps des Pays-de-la-Loire          | Stéphane Ibarra       |                        | Union à gauche avec des écologistes | Parti socialiste                     | Depuis 2021                             | Professeur Conseiller municipal de La Roche-sur-Yon | |                     |
| Opposition                | L’Écologie ensemble                     | Lucie Etonno          |                        | Union à gauche avec des écologistes | Les Écologistes                      | Depuis 2021                             | Serveuse Économiste | Secrétaire |                     |
| Opposition                | Démocrates et progressistes             | Françoise Fontenaille |                        | Union au centre                     |                                      | Mouvement démocrate                     | Depuis 2021 | Retraitée du secteur sanitaire Maire d’Avrillé (2014-2023)                                                       |                     |
| Opposition                | Sans groupe (non inscrits)              | Victoria De Vigneral  |                        | Rassemblement national              |                                      | Rassemblement national                  | Depuis 2021 | Assistante de groupe politique au Parlement européen Présidente du groupe du Rassemblement national (2022-2023), |                     |
| Opposition                | Sans groupe (non inscrits)              | Jean-Patrick Fillet   |                        | Rassemblement national              | Rassemblement national               | Depuis 2021                             | Collaborateur politique au conseil régional Conseiller municipal de Saint-Hilaire-de-Riez Délégué départemental du parti dans la Vendée (jusqu’en 2022) | Secrétaire |                     |

## Mandatures antérieures

### IIIemandature (1998-2004)
La IIIe mandature siège pour la première fois le 20 mars 1998.
| Groupe politique régional | Groupe politique régional | Conseiller régional     | Parti | Parti | Mandat    | Qualité et fonctions |
| Positionnement            | Intitulé                  | Conseiller régional     | Parti | Parti | Mandat    | Qualité et fonctions |
| ------------------------- | ------------------------- | ----------------------- | ----- | ----- | --------- | --- |
| Opposition                | Opposition                | Jacques Auxiette        |       | PS    | 1998-2004 | Maire de La Roche-sur-Yon (1977-2004) |
| Majorité                  | Majorité                  | Marie-Christiane Boissy |       | UMP   | 1998-2004 | Conseillère municipale des Sables-d’Olonne (1983-2008) |
| Opposition                | Opposition                | Catherine Boudigou      |       | LV    | 1998-2004 | |
| Majorité                  | Majorité                  | Jean-Claude Chartoire   |       | UMP   | 1998-2004 | Maire d’Avrillé (1981-1983 et 1989-2008) |
| Opposition                | Opposition                | Daniel David            |       | PS    | 1998-2004 | Maire de Benet (depuis 1995) |
| Majorité                  | Majorité                  | Gilles Douillard        |       | CPNT  | 1998-2004 | Maire de Saint-Étienne-du-Bois (1991-2014) |
| Majorité                  | Majorité                  | Jean de La Rochethulon  |       | UDF   | 1998-2004 | Maire de Saint-Hilaire-de-Talmont (1965-1974), puis de Talmont-Saint-Hilaire (1974-2001) Conseiller général (1967-2004), élu dans le canton de Talmont puis dans celui de Talmont-Saint-Hilaire |
| Opposition                | Opposition                | Annick Marionneau       |       | PS    | 1998-2004 | |
| Majorité                  | Majorité                  | Claude Ouvrard          |       | UDF   | 1998-2004 | Conseiller municipal d’Antigny (1977-2008) Conseiller général (1992-2011), élu dans le canton de La Châtaigneraie                                                                               |
| Opposition                | Opposition                | Paul Petitdidier        |       | MNR   | 1998-2004 | Conseiller municipal des Sables-d’Olonne (2001-2008) |
| Majorité                  | Majorité                  | Michèle Peltan          |       | UDF   | 1998-2004 | Conseillère générale (2001-2008), élue dans le canton de La Roche-sur-Yon-Sud |
| Majorité                  | Majorité                  | Bruno Retailleau        |       | MPF   | 1998-2004 | Député (1994-1997), élu dans la quatrième circonscription de la Vendée Conseiller général (1988-2015), élu dans le canton de Mortagne-sur-Sèvre                                                 |
| Majorité                  | Majorité                  | Dominique Souchet       |       | MPF   | 1998-2004 | Député au Parlement européen (1994-2004) |
| Majorité                  | Majorité                  | Bernard Suaud           |       | DVD   | 1998-2004 | |
| Majorité                  | Majorité                  | Gérard Villette         |       | MPF   | 1998-2004 | Maire de Chantonnay (depuis 1995) Conseiller général (1994-2015), élu dans le canton de Chantonnay                                                                                              |
| Opposition                | Opposition                | Bernard Violain         |       | PCF   | 1998-2004 | Conseiller municipal de La Roche-sur-Yon (1977-2008) |

#### Évolution des étiquettes politiques de la délégation

Au 20 mars 1998.

| Liste Union de la droite                                                                                             | Liste Gauche plurielle                                                     | Liste FN                                                          | Liste UDF dissidente  | Liste CPNT                                   |
| - Mouvement pour la France (MPF) - Union pour la démocratie française (UDF) - Rassemblement pour la République (RPR) | - Parti socialiste (PS) - Les Verts (LV) - Parti communiste français (PCF) | - Front national (FN), puis, Mouvement national républicain (MNR) | - Divers droite (DVD) | - Chasse, pêche, nature et traditions (CPNT) |

### IVemandature (2004-2010)
La IVe mandature siège pour la première fois le 2 avril 2004, et la dernière séance du conseil régional a lieu le 3 mars 2010.
| Groupe politique régional | Groupe politique régional            | Conseiller régional     | Parti | Parti | Mandat    | Qualité et fonctions |
| Positionnement            | Intitulé                             | Conseiller régional     | Parti | Parti | Mandat    | Qualité et fonctions |
| ------------------------- | ------------------------------------ | ----------------------- | ----- | ----- | --------- | --- |
| Opposition                | Union des Pays-de-la-Loire           | Marie-Thérèse Algudo    |       | UMP   | 2004-2010 | Maire de Saint-Fulgent (1983-2001) Conseillère générale (1992-1998), élue dans le canton de Saint-Fulgent                                       |
| Majorité                  | Socialiste, radical et divers gauche | Jacques Auxiette        |       | PS    | 2004-2010 | Président du conseil régional (2004-2015) Maire de La Roche-sur-Yon (1977-2004)                                                                 |
| Opposition                | Union des Pays-de-la-Loire           | Marie-Christiane Boissy |       | UMP   | 2004-2010 | Conseillère municipale des Sables-d’Olonne (1983-2008)                                                                                          |
| Majorité                  | Socialiste, radical et divers gauche | Claudette Boutet        |       | PS    | 2004-2010 | |
| Majorité                  | Socialiste, radical et divers gauche | Sylviane Bulteau        |       | PS    | 2004-2010 | Conseillère générale (2008-2015), élue dans le canton de La Roche-sur-Yon-Sud Conseillère municipale de La Roche-sur-Yon (1989-1997)            |
| Majorité                  | Socialiste, radical et divers gauche | Jean Burneleau          |       | PS    | 2004-2010 | Conseiller municipal de La Roche-sur-Yon (1977-2001)                                                                                            |
| Majorité                  | Socialiste, radical et divers gauche | Patricia Cereijo        |       | PS    | 2004-2010 | Conseillère municipale de La Roche-sur-Yon (1989-2014)                                                                                          |
| Opposition                | Union des Pays-de-la-Loire           | Jean-Claude Chartoire   |       | UMP   | 2004-2010 | Maire d’Avrillé (1981-1983 et 1989-2008) |
| Opposition                | Union des Pays-de-la-Loire           | Antoine Chéreau         |       | MPF   | 2004-2010 | Maire de Montaigu (2001-2018) Président de la communauté de communes Terres-de-Montaigu (2001-2016)                                             |
| Majorité                  | Les Verts                            | Mado Coirier            |       | LV    | 2004-2010 | |
| Opposition                | Union des Pays-de-la-Loire           | Yannick David           |       | MPF   | 2008-2010 | Maire de La Chaize-le-Vicomte (depuis 2008) |
| Majorité                  | Les Verts                            | Claudine Goichon        |       | LV    | 2004-2010 | Conseillère municipale de Thorigny (1989-2014)                                                                                                  |
| Majorité                  | Socialiste, radical et divers gauche | Jean-Yves Grelaud       |       | PS    | 2004-2010 | Maire d’Olonne-sur-Mer (1995-2008) |
| Majorité                  | Les Verts                            | Yann Hélary             |       | LV    | 2004-2010 | |
| Opposition                | Union des Pays-de-la-Loire           | Pierre-Guy Perrier      |       | UMP   | 2004-2010 | Maire de Luçon (2001-2020) |
| Opposition                | Centriste                            | Michèle Peltan          |       | UDF   | 2004-2010 | Conseillère générale (2001-2008), élue dans le canton de La Roche-sur-Yon-Sud                                                                   |
| Opposition                | Union des Pays-de-la-Loire           | Bruno Retailleau        |       | MPF   | 2004      | Député (1994-1997), élu dans la quatrième circonscription de la Vendée Conseiller général (1988-2015), élu dans le canton de Mortagne-sur-Sèvre |
| Opposition                | Union des Pays-de-la-Loire           | Marietta Trichet        |       | MPF   | 2004-2008 | Maire de Coëx (2001-2014) |
| Majorité                  | Élus communistes                     | Bernard Violain         |       | PCF   | 2004-2010 | Conseiller municipal de La Roche-sur-Yon (1977-2008)                                                                                            |
| 1. 2.                     |                                      |                         |       |       |           | |

Note :
- En juillet 2008, le groupe Union pour la démocratie française (UDF) devient le groupe Centriste.

#### Évolution des étiquettes politiques de la délégation
Au cours de la IVe mandature, les étiquettes politiques des conseillers régionaux élus dans la section départementale de la Vendée ont connu des changements à 2 reprises, par l’entrée au conseil régional des remplaçants des conseillers élus sénateur (2004) et conseillère générale (2008).

Au 2 avril 2004.
Au 17 décembre 2004.
Au 26 juin 2008.

| Liste « À gauche pour une région plus juste »                              | Liste « Union des Pays-de-la-Loire »                                                                                  |
| - Parti socialiste (PS) - Les Verts (LV) - Parti communiste français (PCF) | - Mouvement pour la France (MPF) - Union pour un mouvement populaire (UMP) - Union pour la démocratie française (UDF) |

### Vemandature (2010-2015)
La Ve mandature siège pour la première fois le 26 mars 2010. Alors que le Code électoral prévoit un mandat de six ans (article L336), celui-ci est allongé à mars 2015 par l’article 44 de la loi no 2013-403 du 17 mai 2013, puis à décembre de la même année par la loi no 2015-29 du 16 janvier 2015. La dernière séance plénière de l’assemblée a lieu le 16 octobre 2015.
| Groupe politique régional | Groupe politique régional            | Conseiller régional | Parti | Parti | Mandat    | Qualité et fonctions |
| Positionnement            | Intitulé                             | Conseiller régional | Parti | Parti | Mandat    | Qualité et fonctions |
| ------------------------- | ------------------------------------ | ------------------- | ----- | ----- | --------- | --- |
| Majorité                  | Socialiste, radical et républicain   | Jacques Auxiette    |       | PS    | 2010-2015 | Président du conseil régional (2004-2015) Conseiller municipal de La Roche-sur-Yon (2004-2014)                                       |
| Majorité                  | Europe Écologie Les Verts            | Claudie Boileau     |       | EELV  | 2012-2015 | |
| Majorité                  | Socialiste, radical et républicain   | Sylviane Bulteau    |       | PS    | 2010-2012 | Conseillère générale (2008-2015), élue dans le canton de La Roche-sur-Yon-Sud Conseillère municipale de La Roche-sur-Yon (1989-1997) |
| Opposition                | Union des démocrates et indépendants | Marie-Jo Chatevaire |       | UDI   | 2010-2015 | Maire de Fontaines (1995-2011) Conseillère générale (2008-2015), élue dans le canton de Fontenay-le-Comte                            |
| Opposition                | Mouvement pour la France             | Antoine Chéreau     |       | MPF   | 2010-2015 | Maire de Montaigu (2001-2018) Président de la communauté de communes Terres-de-Montaigu (2001-2016)                                  |
| Opposition                | Mouvement pour la France             | Yannick David       |       | MPF   | 2010-2015 | Maire de La Chaize-le-Vicomte (depuis 2008)                                                                                          |
| Majorité                  | Socialiste, radical et républicain   | Stéphane Frimaudeau |       | DVG   | 2012-2015 | |
| Majorité                  | Socialiste, radical et républicain   | Hugues Fourage      |       | PS    | 2010-2012 | Maire de Fontenay-le-Comte (2008-2014) Président de la communauté de communes du Pays-de-Fontenay-le-Comte (2008-2014)               |
| Majorité                  | Europe Écologie Les Verts            | Claudine Goichon    |       | EELV  | 2010-2015 | Conseillère municipale de Thorigny (1989-2014)                                                                                       |
| Majorité                  | Socialiste, radical et républicain   | Nicole Guérin       |       | PS    | 2010-2015 | Conseillère municipale de Challans (2001-2020)                                                                                       |
| Majorité                  | Socialiste, radical et républicain   | Maï Haeffelin       |       | PS    | 2010-2015 | |
| Majorité                  | Écologie Solidarité                  | Yann Hélary         |       | ES    | 2010-2015 | 2e adjoint au maire de La Rochelle (à partir de 2014)                                                                                |
| Opposition                | Union des démocrates et indépendants | Sabrina Garnier     |       | UDI   | 2012-2015 | |
| Opposition                | Mouvement pour la France             | Yannick Moreau      |       | MPF   | 2010-2012 | Maire d’Olonne-sur-Mer (2008-2015)                                                                                                   |
| Opposition                | Les Républicains                     | Pauline Mortier     |       | LR    | 2010-2015 | Conseillère municipale de Talmont-Saint-Hilaire (2008-2014)                                                                          |
| Opposition                | Les Républicains                     | Pierre-Guy Perrier  |       | LR    | 2010-2015 | Maire de Luçon (2001-2020) |
| Majorité                  | Socialiste, radical et républicain   | Dominique Prouteau  |       | PRG   | 2010-2015 | Conseillère municipale d’Olonne-sur-Mer (1995-2014)                                                                                  |
| Majorité                  | Europe Écologie Les Verts            | Daniel Ramponi      |       | EELV  | 2010-2015 | |
| Majorité                  | Socialiste, radical et républicain   | Joël Soulard        |       | PS    | 2010-2015 | Conseiller municipal de La Roche-sur-Yon (à partir de 1995)                                                                          |
| Opposition                | Les Républicains                     | Brigitte Tesson     |       | DIV   | 2010-2015 | Conseillère municipale des Sables-d’Olonne (2001-2019), 1re adjointe au maire (2014-2018)                                            |
| 1. 2. 3. 4. 5.            |                                      |                     |       |       |           | |

Notes :
- En février 2011, le groupe Europe Écologie (EE) devient le groupe Europe Écologie Les Verts (EELV).
- En octobre 2012, le groupe Socialiste et radical (SR) devient le groupe Socialiste, radical et républicain (SRR).
- En novembre 2012, les groupes Alliance centriste (AC) et Nouveau Centre (NC) forment une fédération de groupes, intitulée « intergroupe Union des démocrates et indépendants » (UDI). En avril 2014, ces deux groupes s’intitulent « groupe Union des démocrates et indépendants » (UDI) et « groupe Union des démocrates et indépendants Pays-de-la-Loire » (UDI-PDL).
- En juin 2015, le groupe Union pour un mouvement populaire (UMP) devient le groupe Les Républicains (LR).

#### Évolution des étiquettes politiques de la délégation
Au cours de la Ve mandature, les étiquettes politiques des conseillers régionaux élus dans la section départementale de la Vendée ont connu des changements à 3 reprises. D’abord, par l’entrée au conseil régional des remplaçants des conseillers élus députés (2012), ensuite, par un changement de groupe (2013), et enfin, par une exclusion de parti (2014).

Au 26 mars 2010.
Au 12 octobre 2012.
Au 27 juin 2013.
Au 28 novembre 2014.

| Liste « La gauche et l’écologie en action »                                                                                                 | Liste « Agir vraiment avec Christophe Béchu »                                                                      |
| - Parti socialiste (PS) - Europe Écologie Les Verts (EELV) - Écologie Solidarité (ES) - Parti radical de gauche (PRG) - Divers gauche (DVG) | - Mouvement pour la France (MPF) - Les Républicains (LR) - Sans parti - Union des démocrates et indépendants (UDI) |

### VIemandature (2015-2021)
La VIe mandature siège à partir du 18 décembre 2015 jusqu'au 2 juillet 2021.
| Groupe politique régional | Groupe politique régional                            | Conseiller régional | Parti | Parti | Mandat      | Qualité et fonctions |
| Positionnement            | Intitulé                                             | Conseiller régional | Parti | Parti | Mandat      | Qualité et fonctions |
| ------------------------- | ---------------------------------------------------- | ------------------- | ----- | ----- | ----------- | --- |
| Opposition                | Non-inscrit                                          | Alain Avello        |       | LP    | Depuis 2015 | |
| Majorité                  | Union des démocrates et indépendants Union centriste | Philippe Barré      |       | Modem | Depuis 2015 | Conseiller municipal de Sainte-Hermine (depuis 2014), troisième adjoint |
| Majorité                  | Union des démocrates et indépendants Union centriste | Lydie Bernard       |       | UDI   | Depuis 2015 | |
| Majorité                  | Les Républicains et apparentés                       | François Blanchet   |       | LR    | Depuis 2015 | Maire de Saint-Gilles-Croix-de-Vie (depuis 2014) |
| Majorité                  | Union des démocrates et indépendants Union centriste | Laurent Caillaud    |       | UDI   | Depuis 2015 | |
| Majorité                  | Les Républicains et apparentés                       | Antoine Chéreau     |       | DVD   | Depuis 2015 | Maire de Montaigu (2001-2018) Président de la communauté de communes Terres-de-Montaigu (2001-2016) Président de Terres-de-Montaigu (depuis 2017) Maire de Montaigu-Vendée (2019-2020) Conseiller municipal de Montaigu-Vendée (depuis 2019) |
| Majorité                  | Les Républicains et apparentés                       | Sandra Deborde      |       | LR    | Depuis 2015 | Conseillère municipale de Challans (2014-2020) |
| Opposition                | Écologiste et citoyen                                | Lucie Etonno        |       | DVD   | Depuis 2015 | |
| Majorité                  | Les Républicains et apparentés                       | Anne-Sophie Fagot   |       | LR    | Depuis 2018 | Conseillère municipale de La Roche-sur-Yon (2014-2017) |
| Majorité                  | Union des démocrates et indépendants Union centriste | Sabrina Garnier     |       | UDI   | 2015-2018   | |
| Majorité                  | Les Républicains et apparentés                       | Myriam Garreau      |       | CNIP  | Depuis 2015 | Conseillère municipale de Fontenay-le-Comte (2014-2020), cinquième adjointe |
| Majorité                  | Les Républicains et apparentés                       | Nathalie Gosselin   |       | LR    | Depuis 2015 | Conseillère municipale de La Roche-sur-Yon (depuis 2014), dixième adjointe (à partir de 2015) |
| Opposition                | Socialiste, écologiste, radical et républicain       | Maï Haeffelin       |       | PS    | Depuis 2015 | |
| Opposition                | Socialiste, écologiste, radical et républicain       | Stéphane Ibarra     |       | PS    | Depuis 2015 | Conseiller municipal de La Roche-sur-Yon (depuis 2008) Conseiller départemental (2015-2020), élu dans le canton de La Roche-sur-Yon-2 |
| Opposition                | Socialiste, écologiste, radical et républicain       | Denis La Mache      |       | PS    | Depuis 2015 | Maire de Saint-Sigismond (depuis 2008) |
| Majorité                  | Les Républicains et apparentés                       | Pauline Mortier     |       | LR    | Depuis 2015 | |
| Opposition                | Rassemblement national des Pays-de-la-Loire          | Brigitte Neveux     |       | RN    | Depuis 2015 | |
| Majorité                  | Les Républicains et apparentés                       | Pierre-Guy Perrier  |       | LR    | Depuis 2015 | Maire de Luçon (2001-2020) |
| Majorité                  | Les Républicains et apparentés                       | Bruno Retailleau    |       | LR    | Depuis 2015 | Sénateur (depuis 2004), élu dans la Vendée Président du conseil régional (2015-2017) |
| Majorité                  | Les Républicains et apparentés                       | Maxence de Rugy     |       | LR    | Depuis 2015 | Maire de Talmont-Saint-Hilaire (depuis 2014) |
| 1. 2. 3.                  |                                                      |                     |       |       |             | |

Note :
- Le 19 décembre 2018, le groupe Front national-Rassemblement bleu Marine (FN-RBM) devient le groupe Rassemblement national des Pays-de-la-Loire.

#### Évolution des étiquettes politiques de la délégation

Au 18 décembre 2015.
Au 17 octobre 2017.
Au 19 décembre 2018.

| Liste d’« Union de la droite et du centre » | Liste « Tous unis pour les Pays-de-la-Loire, la gauche et les écologistes avec Christophe Clergeau » | Liste « Front national présentée par Marine Le Pen » |
| - Les Républicains (LR) - Union des démocrates et indépendants (UDI) - Mouvement pour la France (MPF) - Centre national des indépendants et paysans (CNIP) - Mouvement démocrate (Modem) | - Parti socialiste (PS) - Sans parti                                                                 | - Rassemblement national (RN) - Les Patriotes (LP)   |